# Cerro Ventisqueros
El Cerro Ventisqueros es el segundo pico más alto de Costa Rica. Su cima se encuentra a 3812 m s. n. m., con tan solo 8 metros de diferencia con el Cerro Chirripó, el pico más alto de Costa Rica; lo cual generó en el pasado una discusión acerca de cual correspondía al "techo" del país.
Se encuentra ubicado en Pérez Zeledón, dentro del Parque Nacional Chirripó, y su ascenso se realiza en dos fases que pueden completarse el mismo día o de forma continua.  
La primera etapa consiste en una caminata hasta el Refugio El Páramo, situado a 3400 m s. n. m., con un trayecto exigente pero accesible. Posteriormente, se ascienden los últimos 412 metros en una caminata de 3 kilómetros, caracterizada por una pendiente pronunciada.
Hacer cima puede resultar más desafiante que alcanzar la cúspide de su hermano mayor, visible desde allí y ubicado a unos 2500 metros en dirección noreste. En los días despejados, se pueden contemplar ambos océanos, así como buena parte del territorio nacional. Esta cumbre ofrece la vista panorámica más impresionante de todo el parque.

## Galería

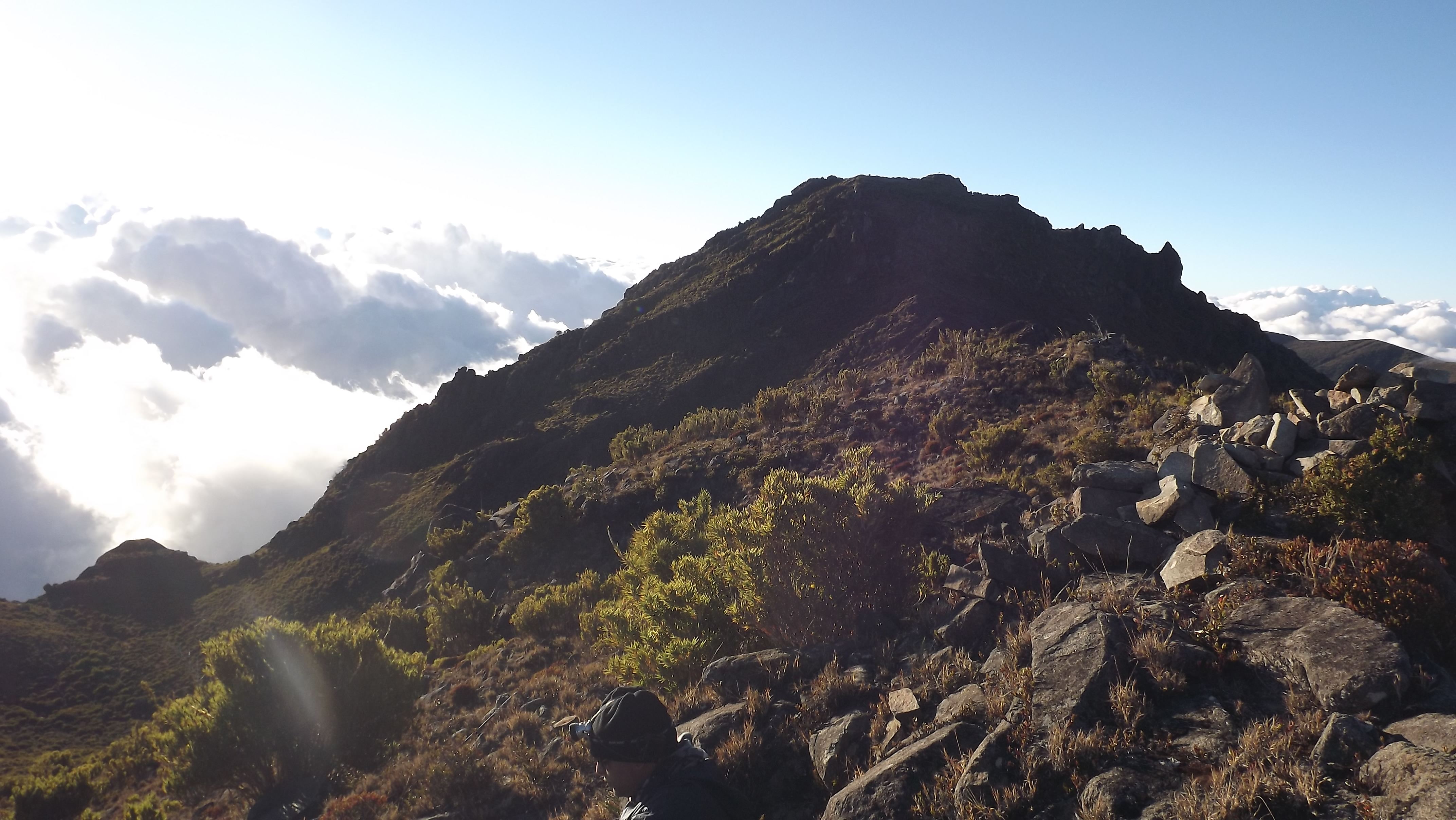
Vista desde el Cerro Ventisqueros.
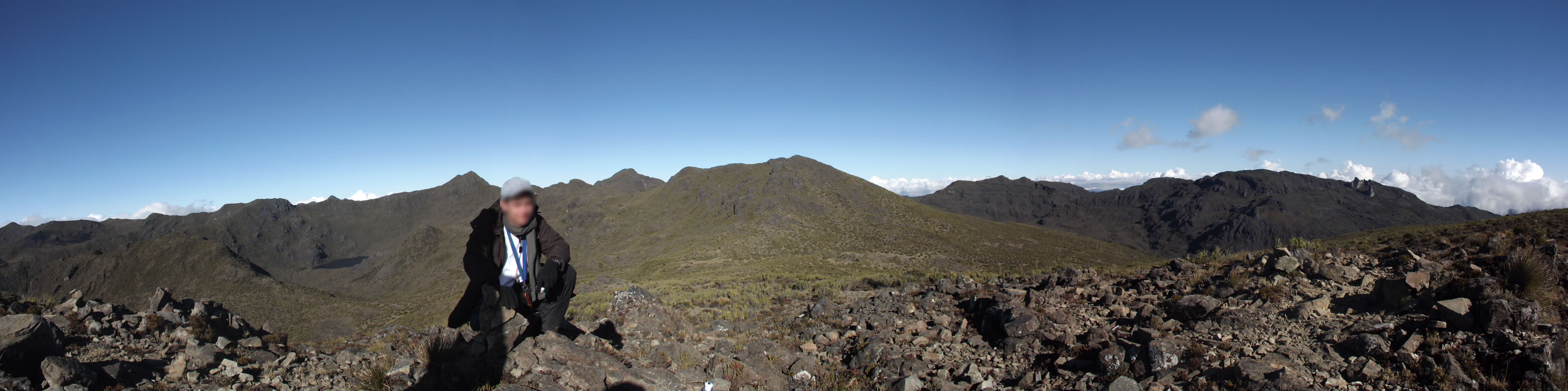
Vista Panorámica desde el cerro Ventisqueros.